# Jean-Marc Luisada
Jean-Marc Luisada (Bizerta, Túnez; 3 de junio de 1958) es un pianista francés. Empezó a tocar el piano a los seis años, "la edad normal".

## Biografía
Jean-Marc Luisada nació el 3 de junio de 1958, en Bizerta, Túnez, y comenzó a estudiar piano desde los 6 años de edad.
A los 16 años entró al Conservatorio de París con Dominique Merlet y Marcel Ciampi (piano) y Geneviève Joy-Dutilleux (música de cámara). También ha estudiado con Nikita Magaloff y Paul Badura-Skoda.
En 1985 ganó el quinto premio en el XI Concurso Internacional de Piano Chopin en Varsovia.
A los 29 años ya había interpretado en escenarios de Europa, Estados Unidos y Asia y era conocido como un intérprete de "brillantez excepcional".
Luisada firmó un acuerdo exclusivo con RCA Red Seal en 1998. Entre sus grabaciones se encuentran los valses y mazurcas de Chopin, así como la versión de cámara, poco escuchada, del primer concierto para piano de Chopin, grabado con el Cuarteto Talich.
Luisada forma parte del cuerpo académico docente de la  École Normale de Musique de Paris-Alfred Cortot. Luisada se define a sí mismo como un ser humano del siglo XIX y a menudo menciona su amor por el pasado y la historia en su música.